# اقتصاد فيجي
بما فيها من غابات، ومعادن، وموارد سمكية فإن فيجي هي واحدة من أكثر جزر المحيط الهادئ تطوراً اقتصادياً، رغم أنها لا تزال دولة نامية مع قطاع كبير زراعة الكفاف. وتشكل الزراعة 18% من الناتج المحلي الإجمالي، على الرغم من أنه يعمل نحو 70% من القوى العاملة اعتباراً من عام 2001. صادرات السكر وصناعة السياحة المتنامية هي المصادر الرئيسية للنقد الأجنبي. ويشكل تكرير سكر القصب ثلث النشاط الصناعي. وأيضاً الصناعات القائمة على جوز الهند والزنجبيل.